# Hausen (Ursensollen)
Hausen ist ein Ortsteil der Gemeinde Ursensollen im Oberpfälzer Landkreis Amberg-Sulzbach in Bayern.

## Lage
Hausen liegt an der Kreisstraße AS 4. Zur örtlichen Pfarrei Hausen gehören 18 umliegende Ortschaften. Diese gehört zum Dekanat Amberg-Sulzbach im Bistum Regensburg.

## Geschichte
Die Gemeinde Hausen gehörte zum Landgericht Kastl im Bezirksamt Velburg. Nach Auflösung des Bezirksamtes Velburg kam sie zum Bezirksamt Neumarkt in der Oberpfalz.
Am 1. Juli 1972 wurde die Gemeinde Hausen mit den Ortsteilen Heimhof, Heinzhof, Karolinenhof, Reinbrunn und Wappersdorf. Der Ortsteil Flügelsbuch kam zur Gemeinde Kastl. Im Rahmen der Gebietsreform in Bayern kam der Ort zum Landkreis Amberg-Sulzbach.

## Denkmäler
Denkmäler sind die Pfarrkirche St. Georg, das Pfarrhaus, die Marienkapelle, ein Bildhäuschen und ein ehemaliger Gasthof.